# Jumandiacris
Jumandiacris is een geslacht van rechtvleugeligen uit de familie veldsprinkhanen (Acrididae). De wetenschappelijke naam van dit geslacht is voor het eerst geldig gepubliceerd in 1998 door Amédégnato & Poulain.

## Soorten
Het geslacht Jumandiacris  is monotypisch en omvat slechts de volgende soort:
- Jumandiacris perlata (Amédégnato & Poulain, 1998)